# Content Keys
Les Content Keys sont des îles des Keys, archipel des États-Unis d'Amérique situé dans l'océan Atlantique au sud de la péninsule de Floride. Elles sont situées dans les Lower Keys et relèvent du comté de Monroe.